# Krankenhaushygiene
Das Fachgebiet der Krankenhaushygiene befasst sich mit der Erforschung, Prävention und Bekämpfung von Infektionskrankheiten. Mithilfe spezieller Maßnahmen der Hygiene soll das Infektionsrisiko in bestimmten Einrichtungen des Gesundheitswesens auf ein Minimum reduziert werden, zum Beispiel in Krankenhäusern, die Patienten stationär und ambulant behandeln, sowie in Arztpraxen, in denen ambulante operative Eingriffe durchgeführt werden. Dazu gehören hygienische Schutzmaßnahmen, die das Risiko der Übertragung von Infektionskrankheiten auf Patienten und Personal reduzieren (Infektions-, Arbeitsschutz und Unfallverhütungsmaßnahmen).

## Aufgaben und Ziele
Zu den Aufgaben der Krankenhaushygiene gehören Forschung und Lehre zu speziellen Fragestellungen der Hygiene in Einrichtungen der stationären und teilstationären Krankenversorgung mit dem Ziel, Patienten, Personal und Umwelt vor der Weiterverbreitung von Krankheitserregern und gesundheitsschädlichen Substanzen zu bewahren (Prävention und Arbeitsschutz). Zuletzt hat die COVID-19-Pandemie verdeutlicht, dass gängige Hygienemaßnahmen – gerade mit Fokus auf die Prävention und Maßnahmen zum Patienten- sowie Arbeitsschutz – regelmäßig überdacht und basierend auf den aktuellen Erkenntnissen der Forschung angepasst werden müssen. Um die notwendigen hohen Sicherheitsstandards umzusetzen, ist die Zusammenarbeit aller Beteiligten in den Einrichtungen notwendig. Das schließt unter anderem die Unterweisung des Klinikpersonals, regelmäßige Begehungen durch Hygienefachkräfte sowie ein gewissenhaftes Abfallmanagement ein.
An deutschen Universitäten ist die Krankenhaushygiene in der Regel in Kombination mit Mikrobiologie oder Umweltmedizin in Instituten etabliert, wenige kommunale Großkrankenhäuser betreiben eigene Institute für Krankenhaushygiene (z. B. Oldenburg, Stuttgart).
Forschungsthemen der Krankenhaushygiene sind die Epidemiologie übertragbarer Erkrankungen, die Evaluierung von Präventionsmaßnahmen (z. B. Basishygiene, Impfung) und antiinfektiösen Verfahren (z. B. Sterilisation, Desinfektion, Antiseptik, Raumlufttechnik etc.) sowie die Entwicklung und Evaluierung von Qualitätssicherungsverfahren im Fachgebiet.

## Gesetzliche Regelungen
Das Infektionsschutzgesetz (IfSG) bildet in Deutschland die gesetzliche Grundlage für Maßnahmen der Hygiene im Krankenhaus. Gemäß § 23 Infektionsschutzgesetz (IfSG) gibt die Kommission für Infektionsprävention in medizinischen Einrichtungen und in Einrichtungen und Unternehmen der Pflege und Eingliederungshilfe (ehemals Kommission für Krankenhaushygiene und Infektionsprävention (KRINKO)) regelmäßig Empfehlungen zu krankenhaushygienischen Maßnahmen sowie zur Prävention nosokomialer Infektionen heraus. Diese Empfehlungen entwickelt die Kommission unter Berücksichtigung aktueller infektionsepidemiologischer Auswertungenstetig weiter und veröffentlicht diese über das Robert Koch-Institut (RKI).
2011 wurde als Ergebnis einer Initiative von Klaus-Dieter Zastrow der § 23 Nosokomiale Infektionen; Resistenzen; Rechtsverordnungen durch die Länder als neuer Paragraph im Infektionsschutzgesetz vorgeschlagen und vom Bundestag im Rahmen einer Gesetzesnovelle verabschiedet. Erstmals existieren damit in Deutschland bundeseinheitliche Hygienevorschriften hinsichtlich des Fachpersonals für Krankenhäuser.
Zuvor wurde für Bereiche mit erhöhter Infektionsgefahr durch die deutschen Unfallverhütungsvorschriften '(UVV BGV C8 § 22) etwa das Tragen von Uhren und Schmuck an Händen und Unterarmen untersagt.

## Kampagnen
In Deutschland infizieren sich jährlich bis zu 600.000 Patienten im Krankenhaus; Schätzungen zufolge versterben davon bis zu 15.000 Menschen. Daher wurden vom Bundesministerium für Gesundheit und anderen Gremien verschiedene Kampagnen unterstützt, die für gezielte Infektionsprävention durch Einhaltung von Hygienemaßnahmen im Krankenhaus werben sollen; so z. B. 2008 die Aktion Saubere Hände des Aktionsbündnis Patientensicherheit e. V., der Gesellschaft für Qualitätsmanagement in der Gesundheitsversorgung e. V. und des Nationalen Referenzzentrums für die Surveillance von nosokomialen Infektionen. 2015 wurde vom Bundeskabinett die Deutsche Antibiotika-Resistenzstrategie „DART 2020“ verabschiedet, um unter anderen mit bestimmten Hygienemaßnahmen Antibiotikaresistenzen zu reduzieren, die eine zunehmende Herausforderung in der Infektionsbekämpfung darstellen.

## Wissenschaftliche Fachgesellschaft
In der Deutschen Gesellschaft für Krankenhaushygiene (DGKH) sind die Wissenschaftler zusammengeschlossen, die sich mit den Problemen der Hygiene in Krankenhäusern und vergleichbaren Einrichtungen befassen. Die Arbeitsgruppe „Praxishygiene“ der DGKH stellt niedergelassenen, hausärztlichen Praxen entsprechende Leitfäden u. a. zur Organisation und dem Hygienemanagement in der Arztpraxis zur Verfügung. Offizielles Mitteilungsorgan der DGKH, des Arbeitskreises „Krankenhaus- und Praxishygiene der AWMF“ und des „Verbund für Angewandte Hygiene (VAH)“ ist die Zeitschrift Hygiene & Medizin.